# Explorer 3
Explorer 3 (mã định danh quốc tế: 1958 Gamma) là một vệ tinh nhân tạo của Trái đất, gần giống với vệ tinh nhân tạo đầu tiên của Hoa Kỳ Explorer 1 trong thiết kế và nhiệm vụ. Đây là lần phóng thành công thứ hai của chương trình Explorer.

## Nhiệm vụ
Vệ tinh được phóng từ Trạm Không quân Cape Canaveral, Florida lúc 17:31:00 UTC vào ngày 26 tháng 3 năm 1958, với tên lửa phóng Juno I. Juno I có nguồn gốc từ Dự án Orbons của Quân đội Hoa Kỳ vào năm 1954. Dự án đã bị hủy bỏ vào năm 1955, tuy nhiên nó lại được quyết định đưa ra để tiến hành Dự án Vanguard.
Sau khi Sputnik 1 của Liên Xô được phóng lên quỹ đạo vào ngày 4 tháng 10 năm 1957, Cơ quan tên lửa đạn đạo quân đội (ABMA) được chỉ đạo tiến hành phóng vệ tinh bằng cách sử dụng tên lửa Jupiter-C, đã được thử nghiệm bay trong mũi hình nón kiểm tra đầu vào cho Jupiter IRBM (tên lửa đạn đạo tầm trung). Làm việc chặt chẽ với nhau, ABMA và JPL đã hoàn thành công việc sửa đổi tên lửa Jupiter-C thành Juno I và tạo ra Explorer I trong 84 ngày.

## Thiết kế tàu vũ trụ
Explorer 3 đã được đưa ra cùng với năm địa vật lý quốc tế (IGY) của quân đội Mỹ (Ordnance) thành một quỹ đạo lập dị. Mục tiêu của tàu vũ trụ này là sự tiếp nối của các thí nghiệm bắt đầu với Explorer 1. Trọng tải bao gồm một bộ đếm tia vũ trụ (một ống Geiger-Müller), và một máy dò thiên thạch mini (một mảng lưới điện và máy dò âm thanh). Tàu vũ trụ Explorer 3 đã được ổn định độ quay và có một máy ghi âm trên tàu để cung cấp một lịch sử bức xạ hoàn chỉnh cho mỗi vòng quỹ đạo. 
Ngay sau khi phóng vệ tinh, Explorer 3 được phát hiện liên tục quay tròn với chu kỳ khoảng 7 giây. Explorer 3 bị rơi vào Trái Đất vào ngày 27 tháng 6 năm 1958, sau 93 ngày hoạt động.

## Kết quả nhiệm vụ
Việc khám phá ra vành đai bức xạ Van Allen của các vệ tinh thám hiểm được coi là một trong những khám phá nổi bật của IGY.
Explorer 3 đã được đặt trong một quỹ đạo với một perigee 186 km và một apogee của 2799 km có một khoảng thời gian 115,7 phút. Tổng trọng lượng của nó là 14,1 kg, trong đó 8,4 kg là thiết bị đo đạc. Phần thiết bị ở đầu phía trước của vệ tinh và vỏ bọc tên lửa bậc bốn trống rỗng quay quanh như một đơn vị duy nhất, quay quanh trục dài của nó ở 750 vòng/phút.
Thiết bị đo đạc bao gồm một gói phát hiện tia vũ trụ và một vòng đồng hồ đo xói mòn micrometeorite. Tàu vũ trụ Explorer 3 đã được ổn định spin và có một máy ghi âm trên tàu để cung cấp một lịch sử bức xạ hoàn chỉnh cho mỗi quỹ đạo. Dữ liệu từ các thiết bị này được truyền đến mặt đất bởi một máy phát 60 milliwatt hoạt động trên 108,03 MHz và một máy phát 10 milliwatt hoạt động trên 108,00 MHz.
Truyền ăng-ten bao gồm hai ăng-ten khe cắm sợi thủy tinh trong thân của vệ tinh và bốn râu linh hoạt tạo thành một ăng ten cửa quay. Sự luân chuyển của vệ tinh về trục dài của nó giữ cho các sợi râu linh hoạt và kéo dài.
Vỏ bọc bên ngoài của phần thiết bị được sơn bằng các dải màu trắng và xanh đậm thay thế để cung cấp khả năng kiểm soát nhiệt độ thụ động của vệ tinh. Tỷ lệ của các dải sáng và tối được xác định bởi các nghiên cứu về khoảng thời gian ánh sáng mặt trời dựa trên thời gian bắn, quỹ đạo, tầm hoạt động và độ nghiêng.
Điện năng được cung cấp bởi các loại tế bào RM Mercury loại Mallory chiếm khoảng 40% trọng lượng tải trọng. Những nguồn cung cấp năng lượng vận hành máy phát công suất cao trong 31 ngày và máy phát công suất thấp trong 105 ngày.
Do không gian có sẵn và các yêu cầu về trọng lượng thấp, thiết bị Explorer 3 được thiết kế và xây dựng với sự đơn giản và độ tin cậy cao. Nó đã hoàn toàn thành công.